# Cyklistika na Letních olympijských hrách 2016
Cyklistické soutěže na Letních olympijských hrách 2016 v Riu de Janeiro probíhaly od 6. srpna do 20. srpna.

## Silniční cyklistika

### Muži
| Kategorie                      | Zlato                               | Stříbro                         | Bronz                               |
| ------------------------------ | ----------------------------------- | ------------------------------- | ----------------------------------- |
| Muži závod s hromadným startem | Greg Van Avermaet · Belgie (BEL)    | Jakob Fuglsang · Dánsko (DEN)   | Rafał Majka · Polsko (POL)          |
| Muži časovka                   | Fabian Cancellara · Švýcarsko (SUI) | Tom Dumoulin · Nizozemsko (NED) | Chris Froome · Velká Británie (GBR) |

### Ženy
| Kategorie                      | Zlato                                               | Stříbro                        | Bronz                                      |
| ------------------------------ | --------------------------------------------------- | ------------------------------ | ------------------------------------------ |
| Ženy závod s hromadným startem | Anna van der Breggenová · Nizozemsko (NED)          | Emma Johansson · Švédsko (SWE) | Elisa Longo Borghini · Itálie (ITA)        |
| Ženy časovka                   | Kristin Armstrongová · Spojené státy americké (USA) | Olga Zabělinská · Rusko (RUS)  | Anna van der Breggenová · Nizozemsko (NED) |

## Dráhová cyklistika

### Muži
| Kategorie                   | Zlato                                                                               | Stříbro                                                                                | Bronz                                                                                     |
| --------------------------- | ----------------------------------------------------------------------------------- | -------------------------------------------------------------------------------------- | ----------------------------------------------------------------------------------------- |
| Muži sprint (jednotlivci)   | Jason Kenny · Velká Británie (GBR)                                                  | Callum Skinner · Velká Británie (GBR)                                                  | Děnis Dmitrijev · Rusko (RUS)                                                             |
| Muži sprint (družstvo)      | Velká Británie (GBR) · Philip Hindes · Jason Kenny · Callum Skinner                 | Nový Zéland (NZL) · Eddie Dawkins · Ethan Mitchell · Sam Webster                       | Francie (FRA) · Grégory Baugé · Michaël D'Almeida · François Pervis                       |
| Muži keirin                 | Jason Kenny · Velká Británie (GBR)                                                  | Matthijs Buchli · Nizozemsko (NED)                                                     | Azizulhasni Awang · Malajsie (MAS)                                                        |
| Muži stíhací závod družstev | Velká Británie (GBR) · Edward Clancy · Steven Burke · Owain Doull · Bradley Wiggins | Austrálie (AUS) · Alexander Edmondson · Jack Bobridge · Michael Hepburn · Sam Welsford | Dánsko (DEN) · Lasse Norman Hansen · Niklas Larsen · Frederik Madsen · Casper von Folsach |
| Muži omnium                 | Elia Viviani · Itálie (ITA)                                                         | Mark Cavendish · Velká Británie (GBR)                                                  | Lasse Norman Hansen · Dánsko (DEN)                                                        |

### Ženy
| Kategorie                   | Zlato                                                                                               | Stříbro | Bronz |
| --------------------------- | --------------------------------------------------------------------------------------------------- | --- | --- |
| Ženy sprint (jednotlivkyně) | Kristina Vogelová · Německo (GER)                                                                   | Becky Jamesová · Velká Británie (GBR)                                                                      | Katy Marchantová · Velká Británie (GBR)                                                                           |
| Ženy sprint (družstvo)      | Čína (CHN) · Gong Jinjie · Zhong Tianshi                                                            | Rusko (RUS) · Darja Šmeljovová · Anastasija Vojnovová                                                      | Německo (GER) · Miriam Welte · Kristina Vogel                                                                     |
| Ženy keirin                 | Elis Ligtleeová · Nizozemsko (NED)                                                                  | Becky Jamesová · Velká Británie (GBR)                                                                      | Anna Mearesová · Austrálie (AUS)                                                                                  |
| Ženy stíhací závod družstev | Velká Británie (GBR) · Katie Archibaldová · Laura Trottová · Elinor Barkerová · Joanna Rowsellová · | Spojené státy americké (USA) · Sarah Hammerová · Kelly Catlinová · Chloe Dygertová · Jennifer Valenteová · | Kanada (CAN) · Allison Beveridgeová · Jasmin Glaesserová · Kirsti Layová · Georgia Simmerlingová · Laura Brownová |
| Ženy omnium                 | Laura Trottová · Velká Británie (GBR)                                                               | Sarah Hammerová · Spojené státy americké (USA)                                                             | Jolien D'Hooreová · Belgie (BEL)                                                                                  |

## Horská kola
| Kategorie          | Zlato                             | Stříbro                          | Bronz                               |
| ------------------ | --------------------------------- | -------------------------------- | ----------------------------------- |
| Muži cross-country | Nino Schurter · Švýcarsko (SUI)   | Jaroslav Kulhavý · Česko (CZE)   | Carlos Coloma · Španělsko (ESP)     |
| Ženy cross-country | Jenny Rissvedsová · Švédsko (SWE) | Maja Włoszczowska · Polsko (POL) | Catharine Pendrelová · Kanada (CAN) |

## BMX
| Kategorie | Zlato                                        | Stříbro                                      | Bronz                                  |
| --------- | -------------------------------------------- | -------------------------------------------- | -------------------------------------- |
| Muži      | Connor Fields · Spojené státy americké (USA) | Jelle van Gorkom · Nizozemsko (NED)          | Carlos Ramirez · Kolumbie (COL)        |
| Ženy      | Mariana Pajónová · Kolumbie (COL)            | Alise Postová · Spojené státy americké (USA) | Stefany Hernandezová · Venezuela (VEN) |

## Přehled medailí
| Pořadí | Země                   | Zlato | Stříbro | Bronz | Celkově |
| ------ | ---------------------- | ----- | ------- | ----- | ------- |
| 1      | Velká Británie         | 6     | 4       | 2     | 12      |
| 2      | Nizozemsko             | 2     | 3       | 1     | 6       |
| 3      | Spojené státy americké | 2     | 3       | 0     | 5       |
| 4      | Švýcarsko              | 2     | 0       | 0     | 2       |
| 5      | Švédsko                | 1     | 1       | 0     | 2       |
| 6      | Belgie                 | 1     | 0       | 1     | 2       |
| 6      | Kolumbie               | 1     | 0       | 1     | 2       |
| 6      | Německo                | 1     | 0       | 1     | 2       |
| 6      | Itálie                 | 1     | 0       | 1     | 2       |
| 10     | Čína                   | 1     | 0       | 0     | 1       |
| 11     | Rusko                  | 0     | 2       | 1     | 3       |
| 12     | Dánsko                 | 0     | 1       | 2     | 3       |
| 13     | Austrálie              | 0     | 1       | 1     | 2       |
| 13     | Polsko                 | 0     | 1       | 1     | 2       |
| 15     | Česko                  | 0     | 1       | 0     | 1       |
| 15     | Nový Zéland            | 0     | 1       | 0     | 1       |
| 17     | Kanada                 | 0     | 0       | 2     | 2       |
| 18     | Francie                | 0     | 0       | 1     | 1       |
| 18     | Malajsie               | 0     | 0       | 1     | 1       |
| 18     | Španělsko              | 0     | 0       | 1     | 1       |
| 18     | Venezuela              | 0     | 0       | 1     | 1       |
| celkem | celkem                 | 18    | 18      | 18    | 54      |

## Česká stopa
Cyklistických soutěží se zúčastnilo 12 cyklistů z České republiky, stříbrnou medaili získal Jaroslav Kulhavý v závodech horských kol.